# Lošinjs flygplats
Losinj Island är en flygplats i Kroatien. Den ligger i länet Gorski kotar, i den sydvästra delen av landet, 190 km sydväst om huvudstaden Zagreb. Losinj Island ligger 15 meter över havet. Den ligger på ön Otok Cres.
Terrängen runt Losinj Island är huvudsakligen platt, men norrut är den kuperad. Närmaste större samhälle är Mali Lošinj, 7,4 km sydost om Losinj Island.